# Riksväg 37
Riksväg 37 är en riksväg som sträcker sig från Växjö till Oskarshamn via Högsby. Längden är 122 kilometer. Av denna sträcka är större delen gemensam med andra vägar och endast 24 kilometer har ensamt vägnummer.

## Beskrivning av vägen
Vägen startar i Växjö. Efter Sandsbro fortsätter riksvägen nordost i ett kuperat landskap och vägen når sin högsta punkt på vägen mot Åseda, vid Flybo strax efter Sjöatorpasjön är vägen uppe på 282 meters höjd. Riksväg 31 korsas i en trafikplats mitt ute i skogen, trafikplats Nottebäck. Efter Åseda går vägen österut mot Högsby som man kommer till kring 40 km från Åseda. Vägen är relativt nybyggd och går igenom ett skogbeklätt landskap så gott som fritt från bebyggelse. Vägen är byggd på 1970-talet som ett AMS-projekt för att knyta samman Växjö bättre med Åseda, Högsby och Oskarshamn samt för att sysselsätta arbetare i ett område som upplevde en nedgång närlingslivs- och befolkningsmässigt. Tidigare gick vägen mellan Växjö och Högsby i en lång omväg långt söder om Åseda, som inte hade någon bra vägförbindelse österut mot Högsby. Öster om Åseda passeras även vägskälet där riksväg 23 viker av norrut mot Målilla, Hultsfred och Linköping via Virserum.
Från Högsby till Oskarshamn blir vägen sämre igen. Först korsas Emån inne i Högsby som ibland svämmar över sina bräddar. Två plankorsningar med järnvägen i samhället betyder att bilisterna ibland får vänta på tågen. Vägen går rakt igenom villaområden i Högsby och går ihop med riksväg 34 i en rondell inne i samhället innan vägarna gemensamt fortsätter norrut.
Vägen passerar förbi Berga väster om samhället och korsar järnvägen planskilt i en lång och vintertid isig viadukt. Efter Berga når vägen ett vägskäl och riksväg 37 fortsätter österut mot Oskarshamn. Vägen går återigen genom ett samhälle, Bockara. Planer finns på att bygga en ny väg utanför samhället men brist på pengar och stridigheter om sträckningen förbi byn präglar arbetet. Vägen efter Bockara mot Oskarshamn är även den resultatet av ett AMS-arbete som igångsattes på 1970-talet då hög arbetslöshet och industriell nedgång präglade trakterna. Vägen går därför utanför byn Korsvägen och vägen undviker en del annan bebyggelse samt går igenom på sina håll i stora bergsskärningar.
Efter vägskälet i Århult där vägen från Kristdala ansluter är man nästan i Oskarshamn, känd som Döderhultarns stad. När man väl kommer till Oskarshamn kommer man i stadens västligaste område, Döderhult. Vägverket har byggt om vägen så att man passerar förbi samhället ett par kilometer söder om Döderhult och är därför nästan rakt inne i Oskarshamns centrum när riksvägen tar slut vid trafikplats Svalliden med E22. Fortsätter man lite till in i staden kommer man till gotlandsbåtarnas färjeläge.

## Historia
Riksväg 37 fick detta nummer den 1 november 2007. Vägen var tidigare en del av riksväg 23 som delvis fick en ny sträckning (Åseda–Linköping) vid samma tillfälle. Numret 23 har använts under perioden 1962–2007. Innan dess användes nummer 114 Växjö–Högsby, 121 Högsby–Bockara och 122 Bockara–Oskarshamn.

## Korsningar och trafikplatser
|                               | Nr             | Namn                   | Skyltning                                                 |
| ----------------------------- | -------------- | ---------------------- | --------------------------------------------------------- |
| Landsväg i Växjö              |                |                        |                                                           |
|                               | motortrafikled | Trafikplats Norremark  | Halmstad Kalmar; Göteborg Karlskrona; Norremark           |
|                               |                | Trafikplats Björnvägen | Sandsbro                                                  |
| Motortrafikled genom Sandsbro |                |                        |                                                           |
|                               |                | Trafikplats Sandsbro   | Sandsbro (endast avfarter, inga påfarter)                 |
| Landsväg Sandsbro–Oskarshamn  |                |                        |                                                           |
|                               |                | Trafikplats Nottebäck  | Karlskrona, Kalmar Vetlanda                               |
|                               |                |                        | Linköping Hultsfred, Vetlanda                             |
|                               |                | Fagerhult              | Kalmar Fagerhult                                          |
|                               |                | Högsby                 | Kalmar Ålem Rv 37 svänger. Rv 37/Rv 34 tillsammans norrut |
|                               |                | Bockara                | Linköping Vimmerby, Jönköping Vetlanda                    |
|                               | Avfart         | Trafikplats Svalliden  | Kalmar Norrköping (ej korsningsfri för Rv 37)             |